# Rafflesia lobata
Rafflesia lobata este o specie de plante parazite din genul Rafflesia, familia Rafflesiaceae, ordinul Malpighiales, descrisă de R.Galang și Madulid. Conform Catalogue of Life specia Rafflesia lobata nu are subspecii cunoscute.